# Carel Struycken
Carel Struycken (pronunție în neerlandeză [ˈkaːrəl ˈstrœy̯kə(n)]; n. 30 iulie 1948, Haga, Olanda de Sud, Țările de Jos) este un actor olandez.
A devenit cunoscut datorită următoarelor roluri: Uriașul⁠(d) din serialul de televiziune Twin Peaks (1990–1991, 2017), Mr. Homn⁠(d) în Star Trek: Generația următoare (1987–1992) și majordomul Lurch⁠(d) în cele trei filme Familia Addams din anii 1990. A mai apărut în filmele Jocul lui Gerald (2017) și Doctor Sleep⁠(d) (2019).

## Biografie
Struycken s-a născut la 30 iulie 1948 în Haga, Olanda. La vârsta de 4 ani, familia sa s-a mutat în Curaçao, Antilele Olandeze. Acolo, la vârsta de 15 ani, a compus mai multe valsuri specifice Caraibelor. La 16 ani, s-a întors în țara natală pentru a-și încheia studiile de liceu. A absolvit programul de regie la școala de film din Amsterdam. După aceea, a petrecut un an la Institutul American de Film din Los Angeles.

## Cariera
În 1978, Struycken a fost descoperit la intersecția străzilor Hollywood-Vine⁠(d) din Los Angeles de o femeie care își abandonase mașina în mijlocul străzii pentru a-i spune că „avem nevoie de tine pentru un film!”. Filmul respectiv era Sgt. Pepper's Lonely Hearts Club Band⁠(d).
Struycken l-a interpretat pe Terak în filmul de televiziune Ewoks: The Battle for Endor (1985), un spin-off al trilogiei originale Star Wars⁠(d).
A avut rolul lui Fidel, servitorul lui Jack Nicholson, în filmul din 1987 Vrăjitoarele din Eastwick. În același an, a apărut în rolul Dl. Homn în episodul  „Refugiu” al serialului Star Trek: Generația următoare, rol pe care îl va relua în alte patru episoade până în 1992.
În 1991, a jucat rolul majordomului Lurch în lungmetrajul Familia Addams. A reinterpretat rolul în continuarea din 1993 - Valorile Familiei Addams - și în filmul de televiziune Reuniunea Familiei Addams. Regizorul Barry Sonnenfeld i-a oferit un rol minor în filmul Bărbații în negru.
A interpretat personajul „Uriașul” în serialul de televiziune Twin Peaks (1990-1991) al lui David Lynch și Mark Frost⁠(d). Și-a reluat rolul în continuarea din 2017 - Twin Peaks: The Return.  Apare în rolul lui „Moonlight Man” în filmul Jocul lui Gerald.
Struycken a colaborat la mai multe proiecte cu scriitorul și regizorul Rene Daalder⁠(d), inclusiv o piesa de teatru muzical punk rock Population: 1⁠(d), lansată pe DVD în octombrie 2008.

## Viața personală
Struycken este vegetarian și îi place grădinăritul. Trăsăturile distincte ale feței și înălțimea de 2.21 metri sunt cauzate de acromegalie.
Acesta și soția sa americană au doi copii. Cuplul locuiește în zona Los Angeles. Fratele său Peter Struycken⁠(d) a câștigat Premiul Heineken pentru Arte al Academiei Regale de Științe din Țările de Jos în 2012.
Struycken este fotograf pasionat. Administrează un site dedicat panoramelor sale sferice și un blog de fotografie cu Josh Korwin.

## Filmografie

### Filme
| An   | Titlu                                        | Rol               | Note                |
| ---- | -------------------------------------------- | ----------------- | ------------------- |
| 1978 | Sgt. Pepper's Lonely Hearts Club Band        | The Brute         |                     |
| 1980 | Die Laughing                                 | Gregor, The Giant |                     |
| 1980 | Go West, Young Man                           | Dr. Struycken     |                     |
| 1984 | The Prey                                     | The Monster       |                     |
| 1985 | Ewoks: The Battle for Endor                  | Terak             | Film de televiziune |
| 1987 | The Witches of Eastwick                      | Fidel             |                     |
| 1988 | Night of the Kickfighters                    | Ponti             |                     |
| 1990 | Framed                                       | Jinx              | Film de televiziune |
| 1991 | Servants of Twilight                         | Kyle Barlow       |                     |
| 1991 | The Addams Family                            | Lurch             |                     |
| 1993 | Journey to the Center of the Earth           | Dallas            | Film de televiziune |
| 1993 | Addams Family Values                         | Lurch             |                     |
| 1994 | Oblivion                                     | Mr. Gaunt         |                     |
| 1995 | Under the Hula Moon                          | Clyde             |                     |
| 1995 | Out There                                    | Mr. Burke         | Film de televiziune |
| 1996 | Oblivion 2: Backlash                         | Mr. Gaunt         |                     |
| 1997 | Men in Black                                 | Arquillian        |                     |
| 1998 | I Woke Up Early The Day I Died               | The Undertaker    |                     |
| 1998 | Addams Family Reunion                        | Lurch             | Film de televiziune |
| 1999 | Enemy Action                                 | "Eyepatch"        |                     |
| 2000 | Tinnef                                       | Kran              | Scurtmetraj         |
| 2001 | The Vampire Hunters Club                     | Host Vampire      | Scurtmetraj         |
| 2002 | Science Fiction                              | Strange Man       |                     |
| 2002 | Fatal Kiss                                   | The Mortician     | Film de televiziune |
| 2003 | The War of the Starfighters                  | (voice)           |                     |
| 2004 | Agavé                                        | J.C / Cowboy      |                     |
| 2005 | The Fallen Ones                              | High Priest #1    | Film de televiziune |
| 2008 | Sinterklaas en het Geheim van het Grote Boek | Dr. Ferdinand     |                     |
| 2014 | Trophy Heads                                 | Brother Humphrey  |                     |
| 2016 | Another Brick in the Wall                    | Roy               |                     |
| 2017 | Gerald's Game                                | Moonlight Man     |                     |
| 2019 | Doctor Sleep                                 | Grandpa Flick     |                     |

### Seriale
| An        | Titlu                          | Rol                       | Note                                                                      |
| --------- | ------------------------------ | ------------------------- | ------------------------------------------------------------------------- |
| 1987      | Hunter                         | Occult Store Owner        | Sezonul 4, Episoadele "City of Passion: Part 1' "City of Passion: Part 2" |
| 1988      | St. Elsewhere                  | The Giant                 | Sezonul 6, Episodeul "Fairytale Theater"                                  |
| 1990–1991 | Twin Peaks                     | The Giant                 |                                                                           |
| 1987–1992 | Star Trek: The Next Generation | Mr. Homn                  | 5 episoade                                                                |
| 1994      | Babylon 5                      | Trader                    | Sezonul 2, Episodul "Soul Mates"                                          |
| 1996      | Star Trek: Voyager             | Spectre                   | Sezonul 2, Episodul "The Thaw"                                            |
| 2002      | Charmed                        | Tall Man                  | Sezonul 4, Episodul "Womb Raider"                                         |
| 2006      | My Name Is Earl                | Paul                      | Sezonulc2, Episodul "Sticks & Stones"                                     |
| 2010      | Cold Case                      | Lester "Gargantuan" Smith | Sezonul 7, Episodul 14 "Metamorphisis"                                    |
| 2014      | The Blacklist                  | Matthew Kincaid           | Sezonul 2, Episodul 6 "The Mombasa Cartel (No. 114)"                      |
| 2017      | Twin Peaks: The Return         | The Fireman               |                                                                           |